# Otinotoides brunnea
Otinotoides brunnea är en insektsart som beskrevs av William D. Funkhouser 1927. Otinotoides brunnea ingår i släktet Otinotoides och familjen hornstritar. Inga underarter finns listade i Catalogue of Life.